# Moundou
Moundou (in arabo موندو) è una città e comune del Ciad, per popolazione la seconda città del paese (99.530 al censimento del 1993 e 148.544 nel 2010).
Moundou è capoluogo della provincia del Logone Occidentale e sede vescovile dal 1951. 
La città è situata sul fiume Logone, circa 500 km a sud della capitale N'Djamena. È la principale città del popolo N'Gambaye. Moundou si è sviluppata come centro industriale, sede di un birrificio e di industrie del cotone e petrolifere. Ha anche un aeroporto (codice IATA: MQQ, codice ICAO: FTTD), con una pista asfaltata.

## Amministrazione

### Gemellaggi
- Poitiers,  Francia